# 中國與葡語國家經貿合作論壇常設秘書處輔助辦公室
中國與葡語國家經貿合作論壇常設秘書處輔助辦公室（縮寫为 GASPF）。是一個中華人民共和國與葡萄牙語國家的一個三年一度的經貿合作論壇而常設在澳門的辦公室。

## 沿革
澳門作為中華人民共和國與葡萄牙語國家的中介橋樑，為各國進行經濟、貿易的交往、合作的良好平台，於是2004年在澳門設立籌備第一屆中國-葡語國家經貿合作論壇的協調辦事處，名為「第一屆中國與葡語國家經貿合作論壇（澳門）常設秘書處輔助辦公室」。
由於在第一屆論壇後，各國指出為了設立一個永久性的辦事處及論壇的主辦地，於是宣布澳門為總部，因此在2005年成立「中國與葡語國家經貿合作論壇常設秘書處輔助辦公室」。
2024年7月1日起，中國與葡語國家經貿合作論壇常設秘書處輔助辦公室與澳門貿易投資促進局合併為招商投資促進局，輔助中國與葡語國家經貿合作論壇常設秘書處工作由合併後的招商投資促進局負責。

## 組織法例
- 第33/2004號行政長官批示（2004年3月1日《澳門特別行政區公報》）設立中國與葡語國家經貿合作論壇常設秘書處輔助辦公室。- 經2009年3月9日第76/2009號行政長官批示修改。
- 第5/2015號行政長官批示（2015年1月19日《澳門特別行政區公報》）修改第33/2004號行政長官批示第四款。
- 第36/2023號行政長官批示（2023年2月27日《澳門特別行政區公報》）延長中國與葡語國家經貿合作論壇常設秘書處輔助辦公室的存續期。
- 第18/2024號行政長官批示（2024年2月5日《澳門特別行政區公報》）延長中國與葡語國家經貿合作論壇常設秘書處輔助辦公室的存續期。

## 職責
輔助中國與葡語國家經貿合作論壇常設秘書處工作，並提供所需的資源。

## 辦公室主任
1. 姍桃絲 （2004年3月1日－2015年3月4日）
2. 陳敬紅 （2015年3月4日－2015年11月3日）
3. 莫麗絲 （2015年11月3日－2016年11月3日）
4. 莫苑梨 （2017年6月5日－2024年6月30日）

## 外部連結
- 中國與葡語國家經貿合作論壇常設秘書處輔助辦公室 官方網站（页面存档备份，存于）
- 中國－葡語國家經貿合作論壇（澳門）常設秘書處 官方網站（页面存档备份，存于）